# Sajen (Pacet)
Sajen is een bestuurslaag in het regentschap Mojokerto van de provincie Oost-Java, Indonesië. Sajen telt 4184 inwoners (volkstelling 2010).